# 松田モトキ
松田 モトキ（まつだ モトキ、3月25日 - ）は、日本の作詞家。大阪府出身。血液型はA型。本名は松田元気。

## 来歴
- 高校時代に聴いていたfesta modeやMisty Eyesなどの影響を受け、作詞家を志す。
- 上宮高校、関西大学総合情報学部卒業。
- 1997年にエフエム京都（α-Station）のラジオ番組「MAGICAL STREAM」で「窓に込めた想い」がグランプリ獲得。同曲をきっかけに作詞家デビューを果たす。（「手紙」となり、共作詞としてCD化）
- 1999年1月25日に愛美「手紙」にてメジャーデビューを果たす。（テレビ朝日系「料理バンザイ！」テーマソング[1]）
- その後、作詞家を休業したのち2004年6月30日星井七瀬のシングル「神様、これって恋？」のカップリング曲「フェードイン」にて活動再開。
- 2010年7月度のdwango.jp着うたフル月間ランキングにおいて、「祈り」が1位を獲得。年間ランキングにおいても3位を獲得。[2]
- 2018年3月、兵庫県西宮市にて阪神進学アカデミー[3]を開校。現在、代表を務める。

## エピソード
- 絵がかなり苦手らしく、小学生のころにキリンの絵を描いたところ歯ブラシと間違えられたらしい。自分の絵は分かりやすいと、満足しているらしい。
- 学生時代に学んだホームページを制作の技術を活かし、学生時代には前述したfesta modeやMisty Eyesのホームページを制作していた。現在でもMisty Eyesのホームページは管理している。

## 代表作品
- 『祈り』（作詞：松田モトキ、作曲：山口寛雄、歌：Kis-My-Ft2）
- 『フェードイン』（作詞：matsuda motoki、作曲：川端正美、編曲：tasuku、歌：星井七瀬）